# Brocolitia

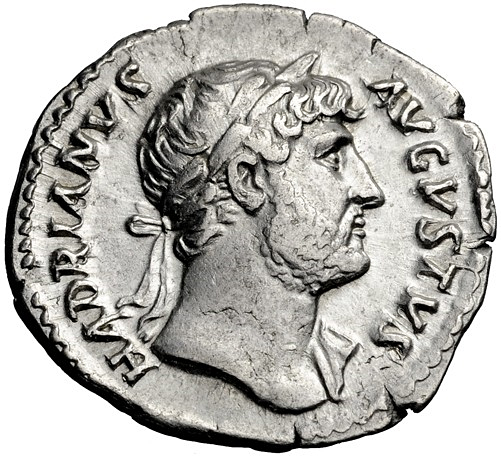
Münzporträt des Hadrian

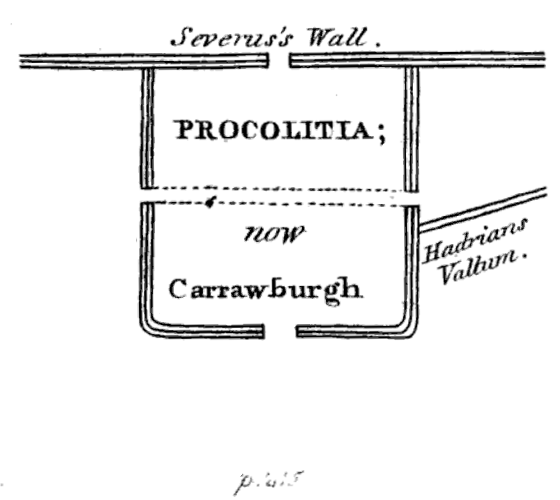
Skizze des Kastells von William Hutton, 1802

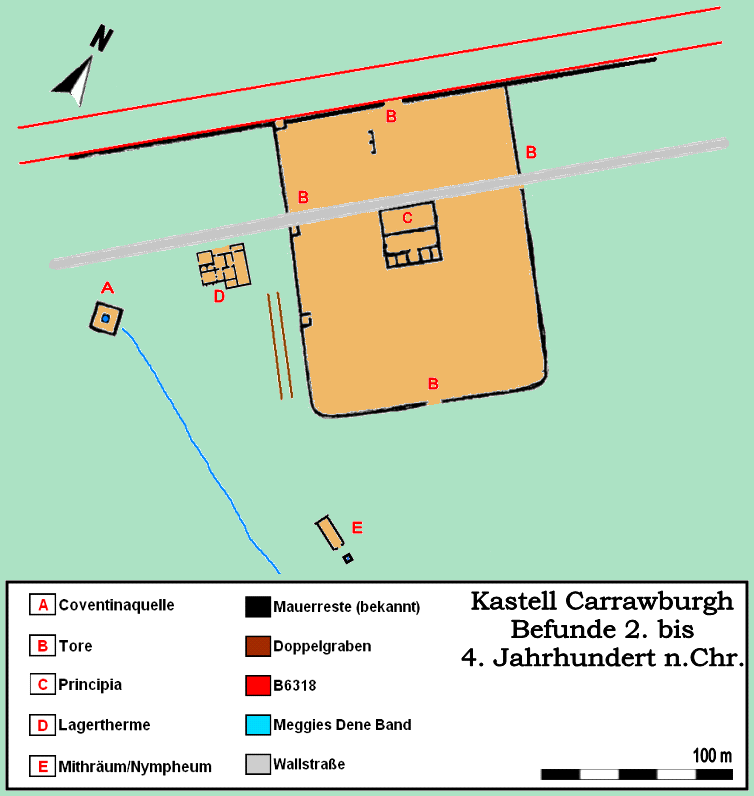
Befundskizze des Kastells

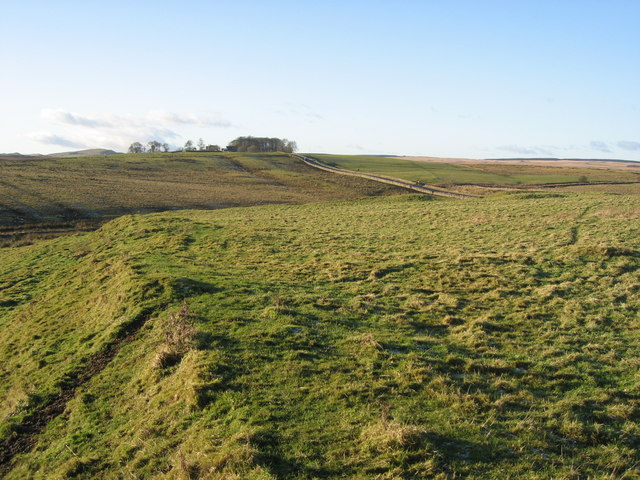
Reste der Südmauer des Kastells, Ansicht aus West

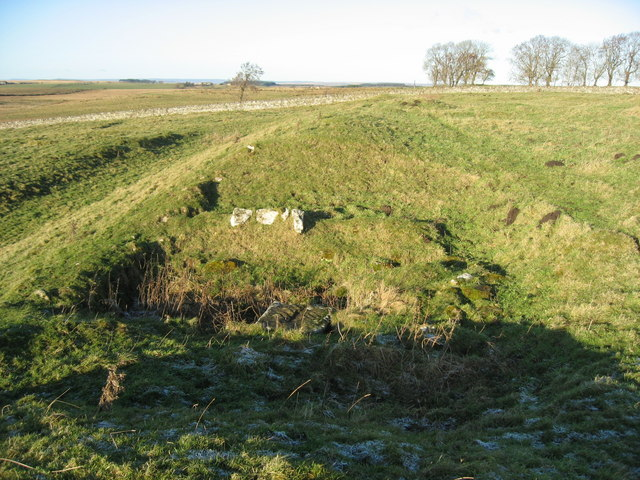
Überreste des Westtors

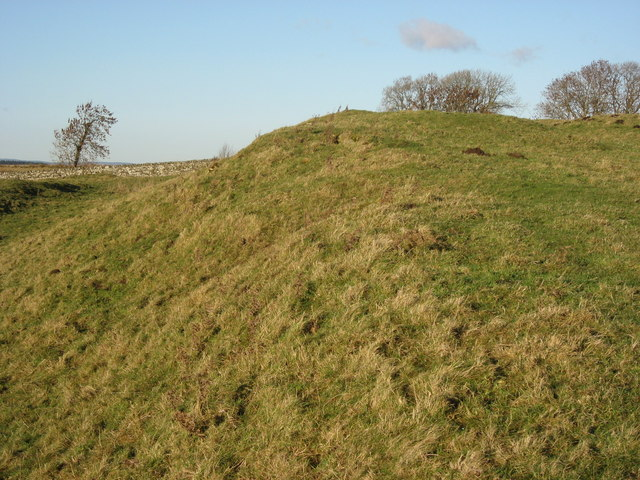
Reste der Westmauer

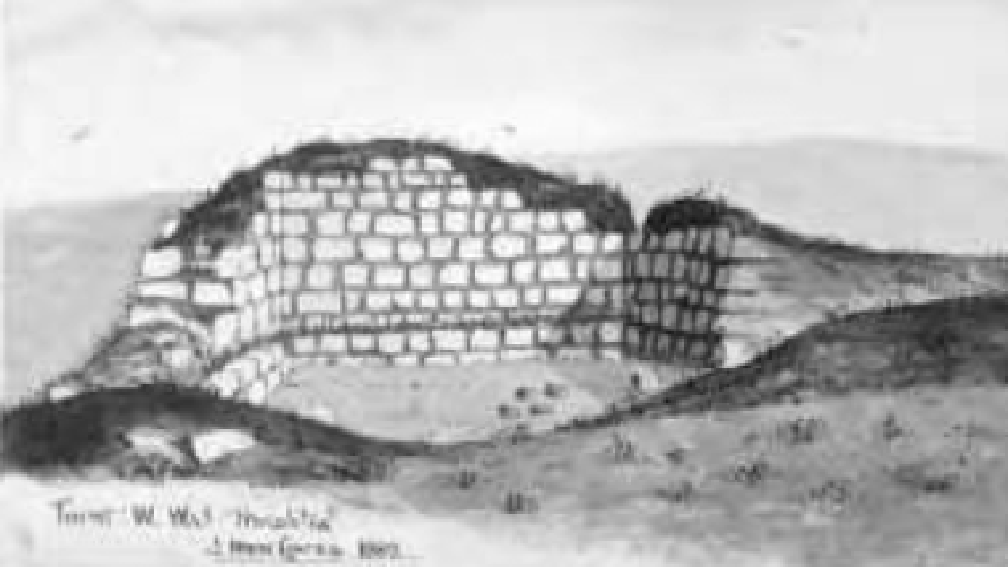
Reste eines Zwischenturms an der Westmauer, Zeichnung von 1882

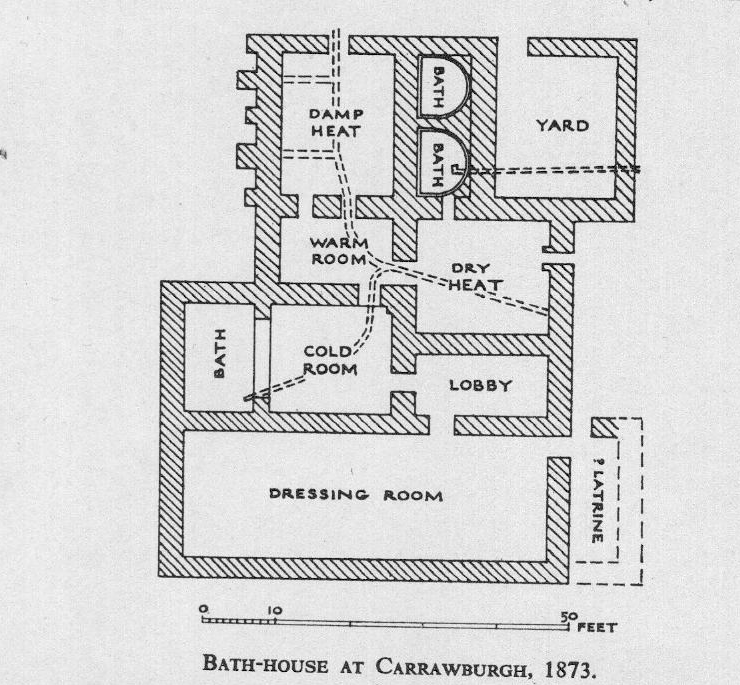
Befundplan der Lagertherme

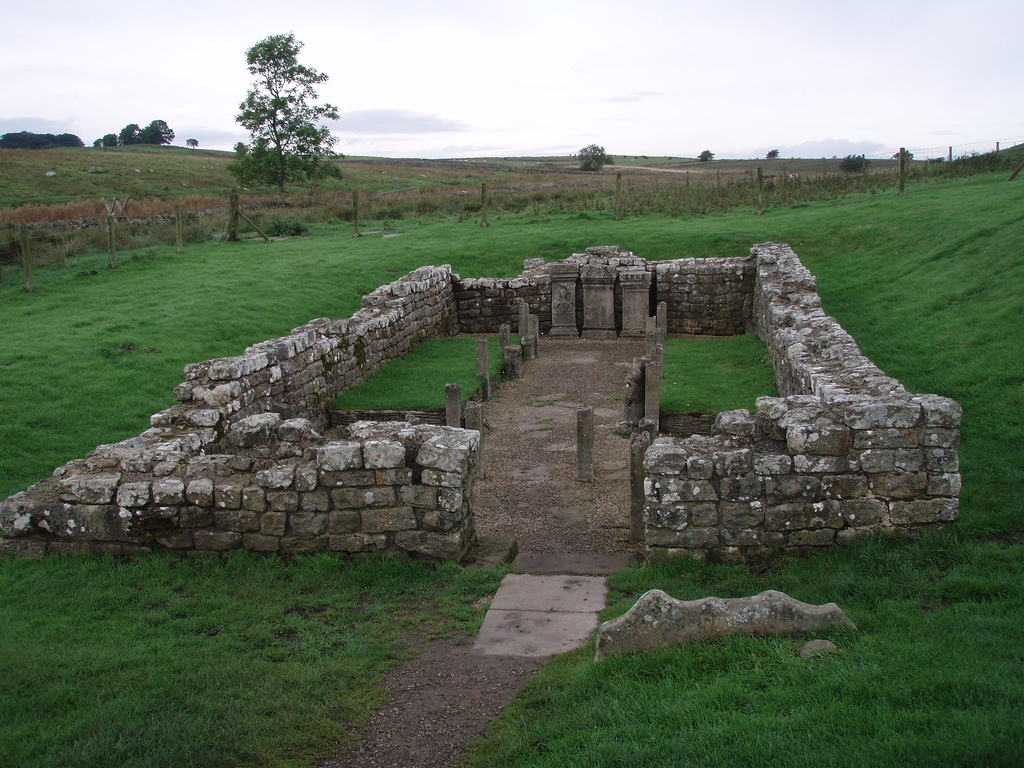
Konservierte Ruine des Mithräums

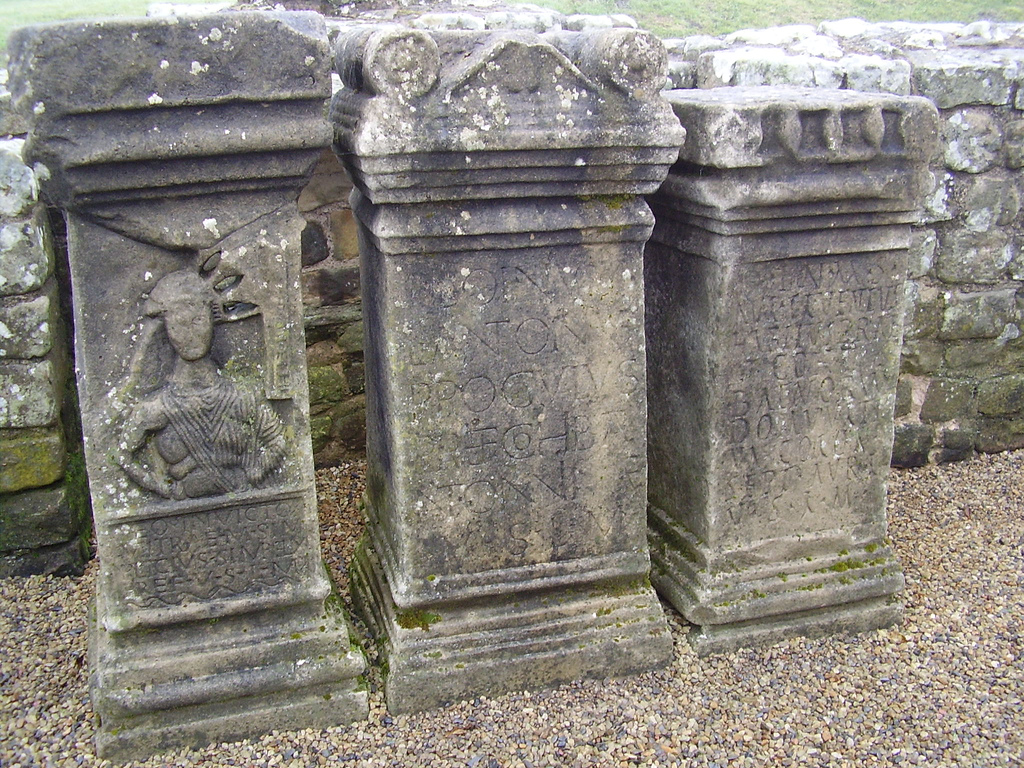
Die Altäre des Mithräums (Repliken)

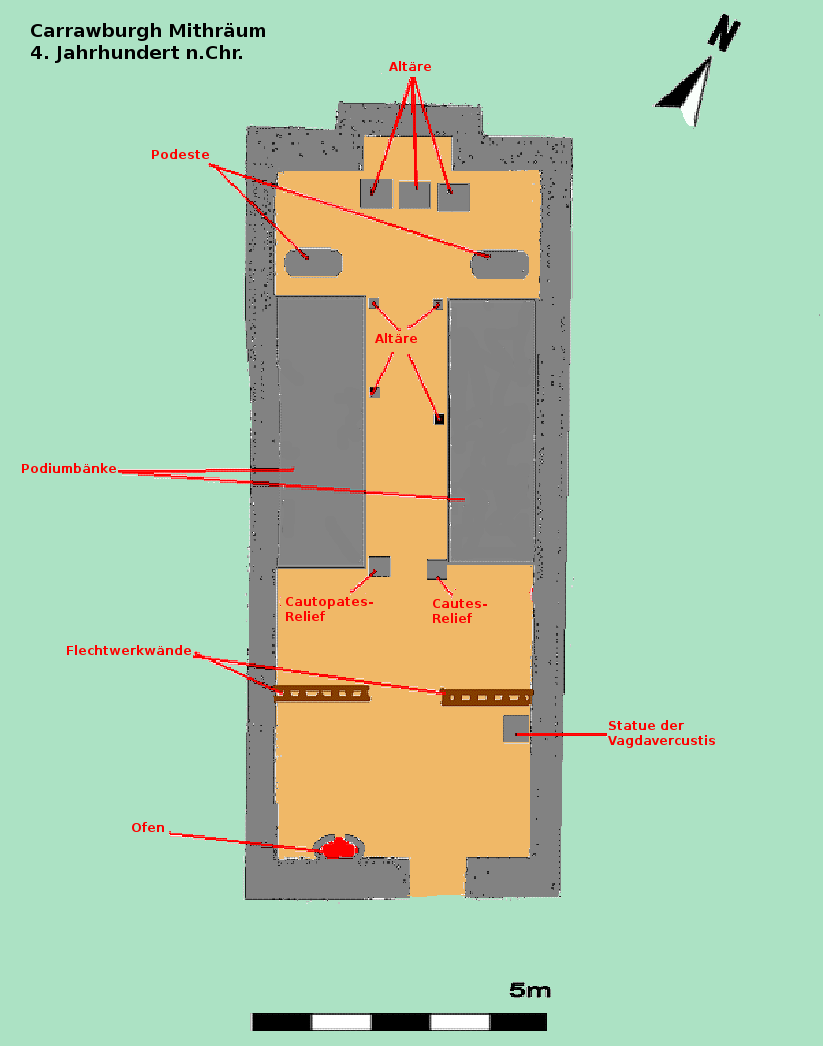
Befundskizze des Mithräums, Zustand im 4. Jahrhundert n. Chr.

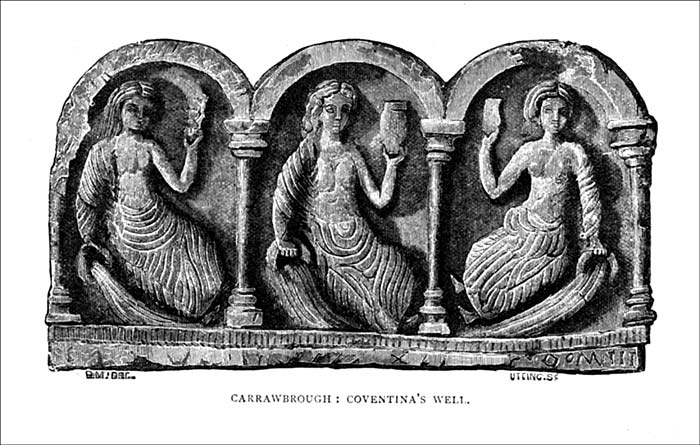
Sog. Nymphen-Triade der Coventina aus Carrawburgh

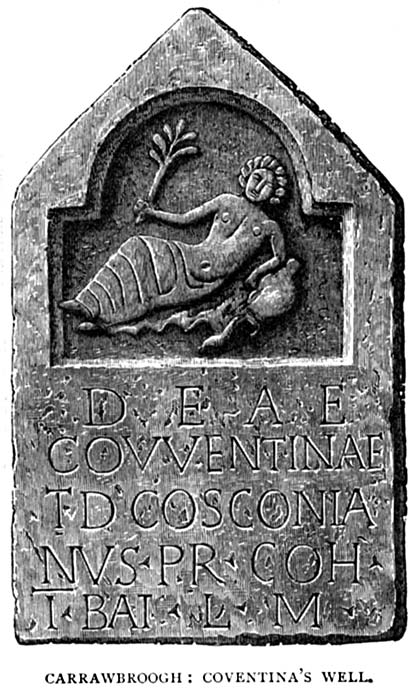
Relief der Coventina

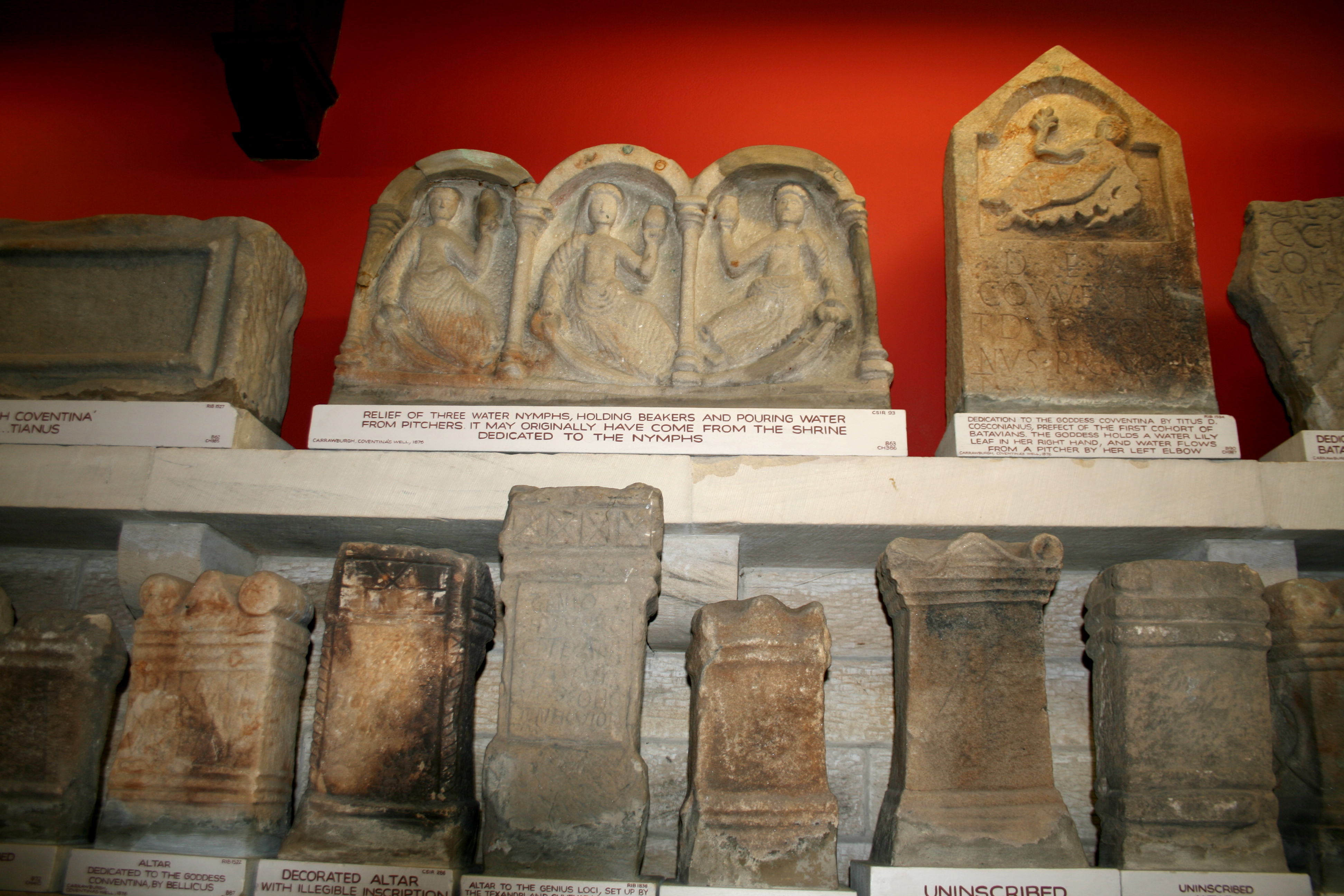
Weihesteine für Coventina im Chesters Museum (obere Reihe)

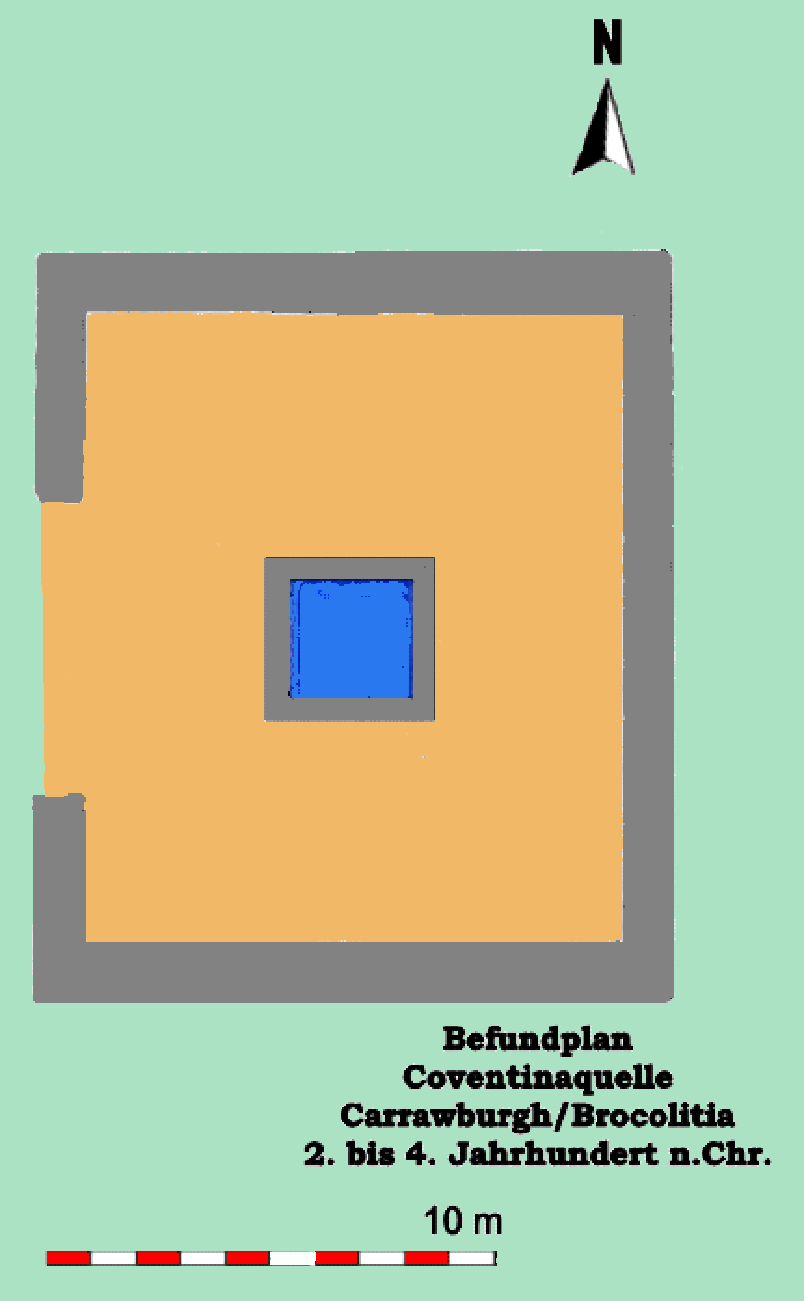
Befundskizze des Quellenheiligtums

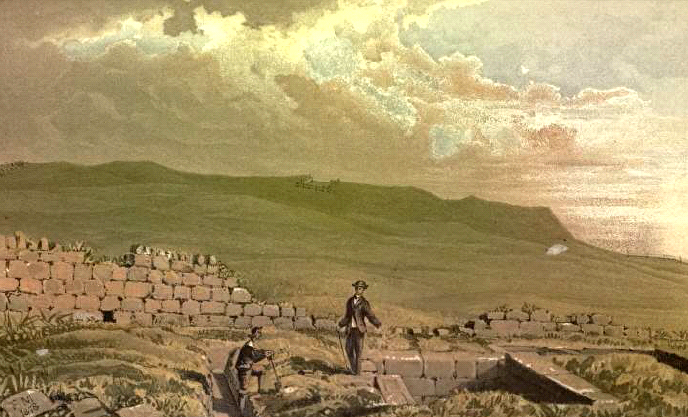
Untersuchung der Coventinaquelle durch Clayton und Bruce, 1876

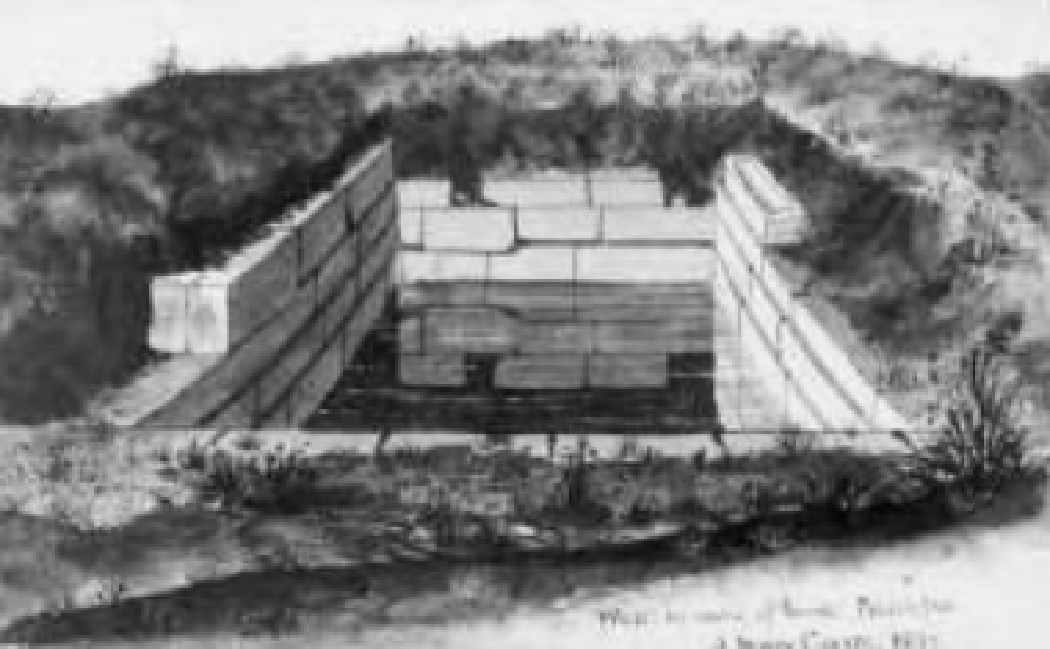
Becken der Coventinaquelle, Zeichnung von 1878

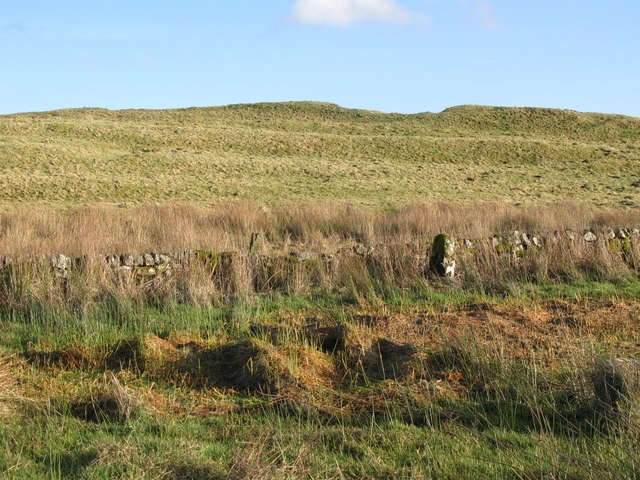
Standort der Coventinaquelle, 2009

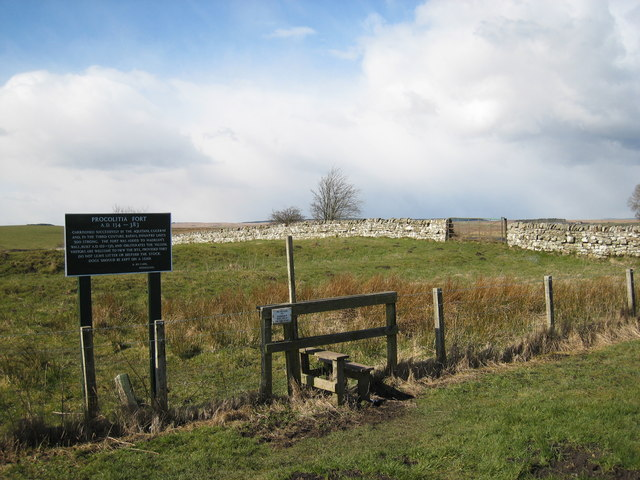
Hinweistafel am Kastellgelände

Brocolitia oder Procolitia war ein römisches Kastell der Hilfstruppen im County Northumbria, Ortsteil (Hamlet) Collerford des Parish Newbrough im Nordosten von England.
Es gehörte zu der aus insgesamt 16 Kastellen bestehenden Festungskette des Hadrianswalls (per lineam valli) und sicherte dessen östlichen Abschnitt. Das Lager wurde etwa 300 Jahre, vermutlich von 130 bis 400 n. Chr. vom römischen Militär genutzt. In der Provinzialrömischen Archäologie ist die Ausgrabungsstätte durch drei nahe dem Lager gelegene romano-britische Kultstätten bekannt geworden.

## Name
Der Ortsname stammt aus dem Keltischen und bedeutet entweder „Dachsloch“ (J. C. Bruce), „Platz in der Heide“ oder „felsiger Platz“ (Guy de la Bedoyere). Der Name scheint in der Notitia dignitatum (Procolitia) des späten 4. Jahrhundert auf und wird in der Cosmographie des Geografen von Ravenna aus dem 7. Jahrhundert als Brocoliti zwischen Celunnum (Chesters) und Velurtion (Housesteads) erwähnt.

## Lage
Brocolitia ist das siebte Glied in der Festungskette des Hadrianswalls (vallum aelium) und befindet sich auf dem Gebiet des Tynedale district, County Northumberland, 2,4 km westlich des Weilers Chollerford an der B6318, am zentralen Abschnitt des Walls. Es stand im Tepper Moor, am nördlichsten Punkt des Wallabschnittes „Limestone Corner“, eine römische Meile westlich des Meilenkastell 30. In der Nähe befindet sich ein Weiler, Carrawburgh, auf halbem Weg zwischen Sewingsshield und Chollerford. Das Kastellareal liegt heute auf den Weidegründen der Carrowfarm (Carrow House). Der Standort bot einen exzellenten Blick nach Süden über das Tal des Maggie’s Dene Burn. Straßenverbindungen bestanden zu den Lagern von Cilurnum (Chesters), Vercovicium (Housesteads), Vindolanda, Newbrough am Stanegate und Coesike. Ab 212/213 gehörte die Region um Brocolitia zur Provinz Britannia inferior, ab dem 4. Jahrhundert zur Provinz Britannia secunda.

## Forschungsgeschichte
Das Kastell wurde das erste Mal Mitte des 18. Jahrhunderts von John Horsley untersucht und beschrieben. Er stellte dabei fest, dass seine östlichen und westlichen Seitenwälle rechtwinkelig an den Wall angebaut waren und das Lager nicht nach Norden vorsprang. Weiters berichtete er von Spuren eines Vicus an der Westseite und über das Vorhandensein eines Brunnens. Die erste Ausgrabung wurde am Ende des 19. Jahrhunderts von John Clayton (1792–1890) durchgeführt. Im Jahre 1873 konnte er das Lagerbad lokalisieren und untersuchen. 1875 wurde unter einem großen Stein im Zentrum des Kastells ein Münzhort, bestehend aus 66 Denaren aus der Zeit von Marcus Antonius bis Geta entdeckt. 1876 stieß man auf die Reste des südwestlichen Zwischenturms. Im selben Jahr entdeckten Arbeiter einer Bleimine die Quelle „Coventinas Well“, die danach von Clayton und John Collingwood Bruce freigelegt wurde. Bruce veröffentlichte einen vorläufigen Grabungsbericht in der Ausgabe des Newcastle Daily Chronicle vom 23. Oktober 1876. 1934 konnte bei einer Geländebegehung festgestellt werden, dass der südliche Graben des Walls (vallum) beim Bau des Kastells verfüllt worden war. 1949 wurde das Mithräum entdeckt und 1950 von I. A. Richmond und J. P. Gillam freigelegt. 1960 deckte man direkt neben dem Mithräum ein Nymphenheiligtum auf. 1964 wurden auf dem Besucherparkplatz Ausgrabungen vorgenommen. Von 1967 bis 1969 führte David J. Breeze für die Durham University in Carrawburgh Sondierungsgrabungen durch. Die Forschungsergebnisse über Brocolitia wurden 1961 von Birley und 1978 von Charles Daniels zusammengefasst. 1984 erstellte die RCHME Newcastle einen Plan des Kastells und seiner Umgebung, zusammen mit einem vollständigen Bericht über den Erhaltungszustand der noch vorhandenen Überreste. Im selben Jahr konnten Reste der Süd- und Ostmauer der Conventinaquelle beobachtet werden. Am Ende der 1990er Jahre wurden vom Kastellareal Luftaufnahmen angefertigt.

## Inschriften und Fundspektrum
Bis dato sind 48 römische Inschriften aus dem Umfeld von Carrawburgh bekannt geworden. Sie befanden sich auf 31 Weihealtären, fünf Bauinschriften (eine beschädigt, nicht datierbar), vier Centurialsteine und sechs Grabsteine oder Grabinschriften.
Besonders bemerkenswert sind die Funde aus dem Coventinaheiligtum, darunter ein dreiteiliges Steinrelief der Göttin. Im Quellenbecken wurde eine riesige Anzahl römischer Münzen und Votivgaben gefunden, von denen allerdings viele gestohlen wurden, da Clayton sie über Nacht in einer Grube neben der Quelle deponiert hatte. Als schließlich bis zu 6,5 kg Münzen aus dem Quellenschacht geborgen worden waren, dachte man zuerst, man sei auf einen Hortfund gestoßen, der wegen eines Barbarenangriffs o. ä. dort versenkt worden war. Später stellte sich jedoch heraus, dass es sich um Opfergaben für die Göttin handelte, die sich über einen langen Zeitraum hier angesammelt haben mussten. Insgesamt konnten 13.487 Münzen (vier aus Gold, 184 aus Silber der Rest aus Kupferbronze) sichergestellt werden. Viele waren durch ihren langjährigen Gebrauch stark abgegriffen. Sie datierten von der frühen Regierungszeit des Augustus bis ins späte 4. Jahrhundert. Unter diesen Münzen befanden sich auch mehr als dreihundert Aes aus der Zeit des Antoninus Pius, geprägt aus Anlass der Niederschlagung einer Revolte der nördlichen Britenstämme im Jahr 155. Diese Münzen zeigten die Britannia mit gesenktem Kopf und einem Vexillum in der Hand. Die Schlussmünze stammte von 388. 3000 sehr stark abgegriffene Exemplare ließ Clayton einschmelzen und sich daraus eine Adlerskulptur („Coventinas Eagle“) für seine Bibliothek anfertigen (heute im Chesters Museum). Der Rest wurde in den 1960er Jahren dem British Museum in London übergeben.
Die übrigen Votivgaben umfassten Tierfiguren aus Bronze, Mantelfibeln (fibulae), Ringe, Perlen, Glasgefäße, zwei tönerne Räuchergefäße, in die ‚Augusta Coventina‘ eingeritzt war, und Lederreste. Darunter waren auch Metallstifte (wahrscheinlich ein Symbol für die Geburt) und Skulpturen von Pferden und Hunden. Das Pferd galt als Fruchtbarkeitssymbol, während der Hund für den Heilgott Asklepios stand. Die Artefakte befinden sich heute mehrheitlich in der Sammlung des Chesters Museum.

## Entwicklung
122 befahl Kaiser Hadrian, im Norden Britanniens eine Sperrmauer, verstärkt durch Wachtürme und Kastelle, vom Tyne bis zum Solway Firth zu errichten, um die britischen Provinzen vor Übergriffen der Pikten aus dem Norden zu schützen. Der Wall wurde größtenteils durch Soldaten der drei in Britannien stationierten Legionen und der Classis Britannica errichtet.
Das Lager von Brocolitia entstand mit ziemlicher Sicherheit erst nach Fertigstellung des Hadrianswalls, wahrscheinlich zwischen 130 und 132, und wurde von Angehörigen der Legio VI Victrix erbaut. Untermauert wird diese Annahme durch die Entdeckung einer Inschrift, die Sextus Iulius Severus erwähnt, jener Statthalter, der in Britannien nach 130 amtierte. Einer der Gründe dafür war die Entscheidung der Armeeführung, auch die Besatzungen der Stanegatekastelle direkt an den Wall zu verlegen. Vermutlich standen für die römischen Strategen auch die benachbarten Kastelle von Chesters und Housesteads zu weit voneinander entfernt. Das Mithräum wurde wohl am Ende des 3. Jahrhunderts bei einem Einfall der nördlichen Barbarenstämme zerstört. Diese nutzten die Rebellion der Usurpatoren Carausius und Allectus zu einem Plünderungszug aus, da die meisten Einheiten der Wallgarnisonen 296 in den Südosten marschiert war, um eine Invasion der Reichstruppen abzuwehren. Das Kastell war wahrscheinlich bis ins späte 4. Jahrhundert vom regulären Militär besetzt. Die letzten sichtbaren Reste wurden im frühen 18. Jahrhundert von Bautrupps der britischen Armee unter General George Wade (1673–1748) zur Materialgewinnung für den Bau einer Artilleriestraße (die heutige B6318) abgebrochen. Das Kastellareal ist heute in Privatbesitz, aber für Besucher frei zugänglich.

## Kastell
Die Befestigung maß etwa 140 Meter (Nord-Süd) × 110 Meter (Ost-West), bedeckte eine Fläche von 1,6 ha und hatte den für die mittlere Kaiserzeit typischen quadratischen Grundriss mit abgerundeten Ecken (Spielkartenform). Die Grabungen am Ende der 1960er Jahre ergaben, dass das Lager wahrscheinlich zwei Bauphasen durchlief. Phase II konnte u. a. durch Keramikscherben in das Jahr 200 datiert werden. Es gab keine Anhaltspunkte dafür, dass es nach dem Jahr 368 noch vom Militär genutzt wurde. Der Wall bildete die Nordmauer der Festung. Im Gegensatz zu den benachbarten Reiterkastellen kragte sie aber nicht über den Wall nach Norden vor. Die Mauern waren an jeder Seite von einem Tor durchbrochen. Ost und Westtor befanden sich nicht im Zentrum der Mauer, sondern waren etwas nach Norden verschoben, da sie dem Verlauf der Wall- oder Militärstraße (gleichzeitig auch die Via principalis des Lagers) angepasst wurden. Dadurch war die retendura des Lagers etwas größer dimensioniert als bei vergleichbaren Kastellen. Das Lager überdeckte den ursprünglichen Verlauf des Südgrabens (vallum). Heute sind nur noch die Kastellplattform und einige etwa 0,5 Meter hohe Bodenerhebungen am südlichen Ende der Westmauer sichtbar.

### Umwehrung
Die Umwehrung bestand aus einer Steinmauer, die rückwärtig von einer Erdrampe gestützt wurde. Letztere diente auch als Wehrgang. An der Westseite ist die Kastellmauer noch ein paar Steinreihen hoch erhalten (ca. 1,0 bis 3,2 Meter). Sichtbares Mauerwerk befindet sich ansonsten noch an der Südseite, die Reste des nördlichen Flankenturms des Westtores und eines Turms zwischen dem Westtor und der südwestlichen Kastellecke sowie an der B6318. Die Mauern waren mit vier, innen angesetzten, Ecktürmen und vermutlich acht Zwischentürmen (zwei an jeder Seite) mit quadratischem Grundriss verstärkt. Der Zwischenturm an der Westmauer, südlich des Westtores, war bei seiner Aufdeckung im späten 19. Jahrhundert teilweise noch zehn Steinreihen hoch erhalten. Eine Bauinschrift (heute Chesters Museum), die in den unteren Lagen seiner Westmauer gefunden wurde, berichtet, dass 24 Fuß der Mauer von der Zenturie des Thruponian errichtet worden war. Die unteren zwei Reihen waren etwas breiter ausgeführt. Der Nordwall liegt heute unter der B6318 und konnte nicht untersucht werden. Das Lager verfügte über die standardmäßigen vier Haupttore mit – vermutlich – zwei Durchgängen, geteilt durch zwei Stützpfeiler (spina) und je zwei quadratische Flankentürme; die porta Praetoria im Norden, die beiden portae principales an jedem Ende der Via principalis von Ost nach West, und die porta decumana im Süden. Eine der Durchfahrten des Südtores wurde später mit Steinen aus abgerissenen Gebäuden blockiert. Das Kastell war zusätzlich von einem Doppelgraben als Annäherungshindernis umgeben. Die Breite der Berme betrug etwa vier Meter. Sie ist für den größten Teil der Peripherie noch als Terrasse – rund zwei Meter unter dem Kamm des Walles – sichtbar. Möglicherweise existierte auch noch ein dritter Graben. Der Südwestabschnitt der Gräben ist noch gut zu erkennen.

### Innenbebauung
Auch die Gebäude wurden im Laufe der Zeit durch Steinraub, die Landwirtschaft und Baggerarbeiten vollkommen zerstört. Es sind nur noch fragmentarische Reste erhalten, darunter ein großer Stein mit einem eingemeißelten Phallussymbol. Südlich der von Ost nach West verlaufenden Lagerhauptstraße, am Westtor, stieß man auf die westliche Seitenwand eines Lagerhauses (horreum). Das Lagerhauptquartier (principia) ähnelte dem von Arbeia. Grabungen an seiner Süd- und Westseite des Lagerhauptquartiers wurden am Ende der 1960er Jahre vorgenommen. Dabei konnten nachträgliche Änderungen an den Räumen VI und VIII festgestellt werden. Sie waren jedoch undatierbar. Wahrscheinlich erfolgten sie aufgrund der Absenkung des aufgeschütteten Untergrundes über den ehemaligen vallum. Die Hypokaustenheizung im Raum II scheint nie vollendet worden zu sein.

## Hadrianswall
Der Abschnitt des Hadrianswalls bei Brocolitia war in der Schmalversion errichtet worden. Nach dem Kastell führt der Wall über hügeliges Gelände in gerader Linie zu den Sewingshields Grags. Bei Carrawburgh liegen die Reste der Mauer noch unter der B6318, aber bevor sie zu den Whin Sills aufsteigt, 3,2 km westlich, biegt die die Straße nach Süden in ein Tal ab und nimmt dort die leichtere Route nach Westen. Der Wall hingegen führt über den Grat der Sewingshields Grags bis zum Tal des Knag Burn, wo er das Kastell Housesteads (Vercovicium) erreicht.

## Garnison
Brocolitia beherbergte im Laufe seines Bestehens eine Reihe von Hilfstruppeneinheiten unterschiedlichster Herkunft. Deren Namen konnten mittels der zahlreichen epigraphischen Quellen, die dort geborgen wurden, identifiziert werden. Folgende Einheiten stellten die Besatzung für das Kastell oder könnten sich für eine begrenzte Zeit dort aufgehalten haben:
| Zeitstellung                  | Truppenname                                                                         | Beschreibung |
| ----------------------------- | ----------------------------------------------------------------------------------- | --- |
| 2. Jahrhundert n. Chr.        | Legio sextae Victrix („die sechste, Legion, die Siegreiche“)                        | Diese Legion war hier nicht dauerhaft stationiert, eine ihrer Vexillationen war wohl im Kastell mit Baumaßnahmen beschäftigt. Es sind insgesamt vier Inschriften aus Brocolitia bekannt, die sich auf die Legion beziehen. Ein der Coventina gewidmeter Altar war von Soldaten der Sechsten gestiftet worden. Weiters sind drei Centurialsteine von diesem Abschnitt des Hadrianswall bekannt, die von dieser Legion gesetzt wurden. Vielleicht war eine weitere Vexillation während des späten zweiten Jahrhunderts für Reparaturen ins Kastell abkommandiert worden, möglicherweise nach dem Rückzug vom Antoninuswall und die damit verbundene Wiederbesetzung des Hadrianswalls. |
| 2. Jahrhundert n. Chr.        | Cohors prima Aquitanorum („die erste Kohorte der Aquitanier“)                       | Diese Kohorte wurde ursprünglich aus verschiedenen Aquitanierstämmen in Gallien rekrutiert. Männer aus den heutigen Regionen Guyenne und Gascogne im Südwesten Frankreichs. Die Truppe hatte eine nominelle Stärke von fünfhundert Mann (cohors peditata quingenaria). Sie dürfte die erste Besatzung für Carrawburgh gestellt haben. Die Kohorte wurde um die Mitte des zweiten Jahrhunderts in die Pennines, in das Kleinkastell von Brough on Noe, abkommandiert. Es ist deswegen auch möglich, dass eine ihrer Vexillationen in einem noch unentdeckten Lager bei Bakewell gelegen hat. In der Spätantike stand sie im Sachsenküstenkastell Brancaster (Branodunum), an der Nordwestküste von Norfolk. Die Einheit ist für Brocolitia nur aus einer vor Ort gefundenen Inschrift bekannt. Es handelt sich um das Fragment einer Steintafel, die 1833 in der Nordostecke des Kastells gefunden wurde. Laut der Inschrift wurde die Tafel von dieser Einheit unter ihrem Kommandanten Cornelius 130 gesetzt. |
| 2. Jahrhundert n. Chr.        | Cohors prima Tungrorum millaria („die erste Kohorte der Tungerer, 1000 Mann stark“) | Eine Kohorte von Stammesangehörigen der Tungrier aus der östlichen Belgica. Heute die Landschaften Brabant und Hennegau in Belgien. Es ist wahrscheinlich, dass diese Einheit auf das Kastell von Carrawburgh und Chesterholm (Vindolanda am Stanegate) aufgeteilt war. Sie stand zwischen 139 und 161 am Antoninuswall in den Kastellen von Cramond und Castlecary. Nach Aufgabe des Antoninuswalls wurde sie in das Kastell Housesteads (Vercovicium) verlegt und stand dort bis zum Ende des vierten Jahrhunderts. Die Anwesenheit dieser Einheit in Brocolitia ist aus einer Altarinschrift für Hadrian bekannt, gestiftet zwischen 122 und 138. |
| 2. Jahrhundert n. Chr.        | Cohors prima Cugernorum („die erste Kohorte der Cugerner“)                          | Die Einheit hatte eine Stärke von 500 Mann und rekrutierte sich aus dem Stamm der Cugerni in der Provinz Germania Inferior. Sie siedelten im heutigen Département Meuse und am Rhein. Carrawburgh könnte ihr erster Stützpunkt am Hadrianswall gewesen sein. In der Mitte des 2. Jahrhunderts wurde sie vermutlich weiter in den Norden, nach Newbridge bei Cramond in Schottland verlegt. Nach Aufgabe des Antoninuswalls besetzte sie das Lager von Newcastle (Pons Aelius). Die Einheit ist aus einer vor Ort gefundenen Altarinschrift für die Göttin Coventina bekannt. Sie wurde von einem ihrer Kommandeure, Aurelius Campester, gestiftet. |
| 2. Jahrhundert n. Chr.        | Cohors prima Frixiavonum („die erste Kohorte der Friesen“)                          | Die Kohorte hatte eine Stärke von 500 Mann und wurde ursprünglich aus dem Stamm der Friesen rekrutiert. Ihr Siedlungsgebiet erstreckte sich über das Noordbrabant, eine Landschaft in den Niederlanden, südlich der Maas. Die Anwesenheit der Kohorte in Brocolitia ist von einem Altar bekannt, den ein Optio namens Mausaeus nach der Erfüllung eines Gelübdes gegenüber der Göttin Coventina gestiftet hatte. Die Einheit wurde im 3. Jahrhundert nach Rudchester (Vindobala) verlegt. |
| 2. Jahrhundert n. Chr.        | Cohors secundae Nerviorum („die zweite Kohorte der Nervii“)                         | Die Truppe wurde ursprünglich aus Rekruten aus dem Stamm der Nervier, Provinz Gallia Belgica (heute Belgien, Region Hainaut) ausgehoben. Sie gelangte mit der Armee des Quintus Petillius Cerialis im Jahr 71 zusammen mit fünf anderen belgischen Kohorten nach Britannien. Die Einheit wird auch auf einer undatierten Bauinschrift aus dem Lager von High Rochester (Habitancum), wo sie mit der cohors IV Gallorum für Baumaßnahmen zugeteilt war, erwähnt. Die Kohorte lagerte auch für einige Zeit im Kastell Wallsend (Segedunum). Die Truppe wird auf einer undatierten Altarinschrift, gewidmet dem Lagergenius, genannt. |
| 2. Jahrhundert n. Chr.        | Cohors quintae Raetorum („die fünfte Kohorte der Raeter“)                           | Die Truppe wurde in der Provinz Raetia rekrutiert, die sich über Westösterreich, Südostdeutschland und die Ostschweiz erstreckte. Diese Kohorte wird für Britannien auf einem Militärdiplom von 122 erstmals erwähnt. Das Diplom zählte alle Einheiten der Nordarmee unter dem Statthalter Aulus Platorius Nepos auf. Die weiteren Aktivitäten der Raeter sind nicht bekannt. Von der Anwesenheit dieser Truppe in Brocolitia zeugt eine Altarinschrift, gewidmet der Coventina von einem Soldaten namens Publius. |
| 3. bis 5. Jahrhundert n. Chr. | Cohors prima Batavorum („die erste Kohorte der Bataver“)                            | Die Soldaten dieser Truppe stammten ursprünglich vom Niederrhein. Ihr Siedlungsgebiet befand sich um die heutigen Städte Rotterdam, Sleidrecht, Geldermalsen und Tiel, alle in den heutigen Niederlanden. Für Britannien ist sie seit 122 n. Chr. nachweisbar. Diese Kohorte hatte auch Reiter in ihren Reihen (cohors equitata). Die Bataver galten als Spezialisten für Flußüberquerungen in voller Rüstung. Die frühesten Inschriften stammen aus dem ersten Viertel des 3. Jahrhunderts. Es sind zehn Inschriften aus Brocolitia bekannt, die diese Einheit nennen, sie datieren zwischen 213 und 237. Zwei Grabsteininschriften erwähnen einen Hornisten (Bucinator) und einem Feldzeichenträger (Signifer), die in dieser Kohorte gedient hatten. Einer ihrer Kommandeure, Domitius Cosconianus, stiftete um 140 einen Altar für Coventina. Aus der Notitia dignitatum, Truppenliste des Dux Britanniarum, ist für das Procolitia des 4. Jahrhunderts der Rang ihres befehlshabenden Offiziers, eines Tribunen, bekannt. Da die Truppe in diesem spätantiken Dokument aufscheint, könnte sie bis zum Abzug der römischen Armee vom Hadrianswall hier gestanden haben. |

## Vicus
Der Vicus wird in mehreren aus dem 3. und 4. Jahrhundert stammenden Inschriften erwähnt. Die Beobachtungen von John Horsley und Nick Hodgson konnten durch Luftaufnahmen bestätigt werden, die unmittelbar vor dem Kastell deutliche Spuren von langrechteckigen Baustrukturen auf beiden Seiten der Militärstraße erkennen ließen. Das flächenmäßig nur sehr kleine Lagerdorf breitete sich auf dem niedrig gelegenen, sumpfigen Gelände westlich des Kastells aus. Von ihm sind heute keine nennenswerten Reste mehr zu sehen da seine Gebäude ebenfalls dem jahrhundertelangen Steinraub zum Opfer fielen. An der Westseite kann man noch sechs Terrassen mit Böschungen bis zu einer Höhe von 2,1 Meter am Hang parallel zum Kastell sehen. In der Nordhälfte überlagern sie einen der Lagergräben. Die dichteste Verbauung (Reste von Fundamenten und Häuserplattformen) konnte an der Westseite, rund 60 Meter vor dem Kastell beobachtet werden. Der Archäologe Nick Hodgson stieß aber auch im Süden auf Gebäudespuren. 50 Meter südöstlich des Mithraeums verlief eine 3,5 Meter breite Straße, die mit großen Steinplatten, darunter zweitverwendete Grabsteine, gepflastert war. Bauperioden konnten nicht festgestellt werden. Einige der Mauerreste dürften aus der Wende vom 3. auf das 4. Jahrhundert stammen, da man bei ihnen Münzen aus der Zeit der Kaiser Claudius II. und Tacitus fand.

## Therme
Das von John Clayton (1792–1890) Ende des 19. Jahrhunderts untersuchte Badehaus (balnaeum) stand vor dem Westtor auf dem Gelände des Vicus und bestand aus sieben Räumen. Es handelte sich um ein – bei Limeskastellen oft anzutreffendes – Bad des Reihentypus mit Umkleideraum, Toilette, Lau-, Heiß- und Kaltbad und ähnelte in vielen Details den Badehäusern von Benwell, Chesters und Netherby, war aber wesentlich kleiner. Die Therme dürfte im 4. Jahrhundert letztmals renoviert worden sein. Ihre genaue Position ist heute unbekannt, eine an der Westseite des Kastells noch erkennbare Bodenerhebung scheint der wahrscheinlichste Standort zu sein. Von dort aus führte eine 1977 entdeckte, gepflasterte Straße, zum Maggie’s Dene Burn.

## Kultgebäude
In den Tieflandmarschen um das Kastell wurden die Überreste von drei römischen Heiligtümern entdeckt. Das Mithräum, die Coventinaquelle und das Nymphäum liegen am Maggie’s Dene Burn, der 1,8 km von Carrawburgh, nahe dem Stanegatekastell von Newbrough in den South Tyne mündet. Man nimmt an, dass Brocolitia ein wichtiges Kultzentrum am Hadrianswall war.

### Mithräum
80 Meter von der Südwestecke des Kastells entfernt, am Ostufer des Baches stand ein Tempel für, den besonders im römischen Militär, verehrten Gott Mithras. Er wurde vermutlich von den im Kastell stationierten Soldaten um 200 erbaut. Das Mithräum wurde Mitte des 20. Jahrhunderts von I. A. Richmond und J. P. Gillam vollkommen freigelegt. Die Oberseiten der drei Originalaltäre und Mauerwerk ragten nach einer Dürreperiode gut sichtbar aus dem ansonsten dort sehr stark versumpften Erdboden heraus. Besonders gut erhalten waren die Basen der Flechtwerkwand zwischen Vor- und Kultraum und die der Stützbalken des Daches. Auch einer der Dachbalken konnte aus den Trümmern geborgen werden. Das konservierte Mauerwerk des Tempels ist heute noch mehrere Steinlagen hoch sichtbar. Die heute dort aufgestellten Altäre und die beiden Reliefs des Cautes und Cautopates sind Abgüsse der römischen Originale, die sich heute in der Sammlung des Chesters Museums befinden. Die Holzpflöcke markieren die Position der Stützbalken. Vom Kultinventar blieb auch eine kleine schmiedeeiserne Altarschaufel aus dem 3. Jahrhundert erhalten. Es ist das einzige bekannte Mithrasheiligtum außerhalb der Rheinprovinzen, in dem auch eine Statue der Göttin Vagdavercustis verehrt wurde, die rechts des Eingangs stand.
Die Ausgrabungen ergaben, dass das Gebäude drei Bauphasen durchlief:
- Phase I:  Der frühe Tempel war noch relativ klein, etwa 5,5 Meter breit und acht Meter lang. Der Boden bestand aus gestampftem Lehm. Wie bei solchen Tempeln üblich, sollte der Innenraum die Atmosphäre einer Höhle vermitteln. Er war in den meisten Fällen in einen Vorraum und einen Kultraum unterteilt. In Brocolitia waren der Vorraum und der Kultraum durch eine aus Flechtwerk bestehende Wand getrennt. Im Vorraum stießen die Archäologen auf eine Feuerstelle, in der u. a. Pinienzapfen verbrannt worden war. Hier wurden vermutlich die Kultmahlzeiten zubereitet. Neben der Feuerstelle war eine Art Opfergrube in den Boden eingelassen. Gefunden wurden darin Ferkel-, Lämmer- und Ziegenknochen. An beiden Seiten des Kultraumes waren podiumartige Bänke aufgebaut worden, auf denen die Gläubigen während der Abhaltung der Riten Platz nahmen. Am nördlichen Ende befand sich eine kleine Empore, auf denen die Altäre aufgestellt waren. Sie wurden von drei Präfekten, allesamt Kommandeure der cohors I Batavorum, gestiftet. Sie stammten durchwegs aus dem 3. Jahrhundert. Einer konnte auf die Jahre zwischen 213 und 222 datiert werden. Unterhalb der Hauptaltäre befand sich eine Opfergrube die eine dünnwandige Schale, einen Becher und Geflügelknochen enthielt.

- Phase II:  Das Mithräum wurde später auf elf Meter Länge und eine langrechteckige Nische zur Aufnahme des Mithrasreliefs erweitert. Der Kultraum wurde wieder aufwendig eingerichtet bzw. dekoriert und das Dach mit einer umfangreichen Holzkonstruktion abgestützt. Auf dem Boden wurde getrocknetes Heidekraut aufgestreut. Der Tempel II wurde 296 oder 297 gewaltsam zerstört. Die Steindenkmäler blieben trotzdem größtenteils intakt.

- Phase III:  Schon kurz danach wurde das Mithräum wieder aufgebaut. Nach der Niederschlagung der Carausiusrebellion durch Constantius Chlorus wurde es zum letzten Mal renoviert. Zu Beginn des vierten Jahrhunderts wurde es aber erneut zerstört, möglicherweise durch christliche Eiferer. Danach dürfte die Kultstätte aufgegeben worden sein.

Das Mithrasrelief – auf dem die Tauroktonie-Szene abgebildet war – und die Cautes/Cautopatesreliefs wurden, nach der Fundlage zu schließen, absichtlich zerschlagen (siehe auch Ikonoklasmus). Vom Mithrasrelief konnte nur noch ein Fragment geborgen werden. Vier kleinere Altäre und die Abbildungen des Cautes und Cautopates standen entlang der Seitenbänke. Der linke Hauptaltar trägt eine Darstellung des Mithras, von einem Halo gekrönt, der von hinten mit einer Fackel entzündet wird. Hinter diesem stand das Mithrasrelief. Die Altäre und die anderen Kultbildnisse sind Abgüsse der Originale, die sich im Museum von Newcastle befinden. Die Schlussmünze auf dem Gelände des Mithräums war ein frisch geprägter Follis des Maximian (296–308). Das völlige Fehlen von Münzen aus der Zeit nach 308 lässt annehmen, dass der Tempel im 4. Jahrhundert nicht mehr in Gebrauch war. Eine Rekonstruktion des Heiligtums kann in der Newcastle University, Great North Museum besichtigt werden.

### Nymphäum
An der Südseite bzw. unmittelbar vor dem Eingang des Mithräums stieß man Ende der 1950er Jahre auf ein weiteres Heiligtum. Es handelte sich hierbei um die Überreste eines Nymphäums, das in den Jahren zwischen 1957 und 1960 von D. J. Smith vollständig ausgegraben wurde. Das Nymphäum wurde wahrscheinlich während des dritten Jahrhunderts erbaut und blieb bis zum frühen vierten Jahrhundert in Gebrauch. Von ihm sind heute keine Reste mehr sichtbar. Es bestand aus einer in den Hang gebauten, halbrunden Sitzbank aus Stein mit gepflasterten Boden. Das Wasser der Quelle wurde in einem niedrigen, mit Steinplatten eingefassten Becken gesammelt. Die Kultstätte war wohl nicht überdacht. Es ist sehr wahrscheinlich, dass das Relief der Nymphen-Triade von Carrawburgh ursprünglich hier aufgestellt war. Einer der Altäre war aus Sandstein gehauen und trägt dieselbe Inschrift an Vorder- und Rückseite. Das deutet darauf hin, dass er in der Mitte des Heiligtums stand. Zwei Altarsteine waren den Nymphen gewidmet, einer gestiftet von Soldaten der legio VI Victrix und der andere von der Bataverkohorte (für Coventina und dem Lagergenius, genius loci).

### Coventinaquelle
Dieses Heiligtum der romano-britischen Göttin Coventina liegt westlich des Kastells („Coventinas Well“). Von ihm ist heute nur noch wenig sichtbar, nur ein einzelner aufrechtstehender Stein markiert die archäologische Stätte. Abgesehen von der Quelleinfassung sind in situ noch ein paar Steine der Ost- und Südmauer vorhanden. Es entstand wohl in der Zeit zwischen 128 und 133. Seine Überreste (Umfassungsmauer der Quelle) wurden schon 1732 von John Horsley erwähnt und 1876 von John Clayton freigelegt. Es handelte sich um ein simples, 12 × 12 Meter messendes, quadratisches Gebäude, bestehend aus einer Umfassungsmauer und einem Becken, die um mehrere dort aus dem Boden tretende Quellen aufgebaut war. Der 5 Meter breite Eingang befand sich im Westen. Da keinerlei Reste von Dachziegeln oder Holzbalken gefunden werden konnten, nimmt man an, dass das Bauwerk nicht überdacht war. Die 0,9 Meter dicke Umfassungsmauer bestand aus massiven Steinblöcken. Bei ihrer Aufdeckung war sie noch etwa einen Meter hoch über dem Boden erhalten. Die Wände des 2 Meter tiefen und 2,6 × 2,4 Meter großen Beckens bestanden aus großen, sorgfältig zugehauenen Steinblöcken. Der Grund war mit Kies bedeckt. Bei Aufdeckung des Heiligtums waren sie noch auf 4 Steinreihen über der Wasserlinie erhalten. Auf der Nordseite war einer der Blöcke wannenartig ausgemeißelt. Der Abfluss des Beckens war ebenfalls in Stein ausgeführt. Die Gebäudestruktur war typisch für kelto-römische Quellenheiligtümer. Im Innenraum und tw. im Quellenbecken fanden sich 22 Steinaltäre, die ursprünglich wohl alle an den Wänden aufgereiht standen. Aus dem Quellenbecken konnte John Clayton außer Münzen noch eine große Anzahl von anderen Votivgaben bergen. Es handelte sich demnach nicht um einen Heilkult, der hier praktiziert wurde, verehrt wurde nur die Quelle. Den Fundmünzen nach zu schließen wurde das Heiligtum bis zum Ende des 4. Jahrhunderts genutzt. Carrawburgh ist bislang der einzige in Großbritannien identifizierte Standort eines Coventinaheiligtums. Zwei andere mögliche Fundstellen befinden sich in Frankreich.

## Gräberfeld
Soldaten und Zivilisten von Brocolitia bestatteten ihre Toten auf einem Gräberfeld an der Ostseite des Kastells. Die ersten Knochenfunde wurden 1807 zwischen dem Lager und dem Meilenkastell 31 gefunden. Zehn Jahre später stieß man während Erdarbeiten im Osten des Lagers auf römische Urnengräber. Insgesamt wurden fünf Grabsteine bei Carrawburgh gefunden, ihre ursprünglichen Positionen sind jedoch unbekannt. Die Archäologen fanden 1964 auch die Überreste eines kleinen Tempels oder Grabmals.